# Juri Nikolajewitsch Glaskow
Juri Nikolajewitsch Glaskow (russisch Юрий Николаевич Глазков; * 2. Oktober 1939 in Moskau, Russische SFSR, UdSSR; † 9. Dezember 2008 in Moskau, Russland) war ein sowjetischer Kosmonaut und Offizier der sowjetischen und russischen Luftstreitkräfte.
Der promovierte Ingenieur war Fallschirmspringer bei den sowjetischen Luftlandetruppen. Nachdem Glaskow am 23. Oktober 1965 durch das Juri-Gagarin-Kosmonautentrainingszentrum als Kosmonaut ausgewählt wurde, absolvierte er von November 1965 bis Dezember 1967 die Grundausbildung für Kosmonauten. Mit Wiktor Wassiljewitsch Gorbatko bildete er die Unterstützungsmannschaft für Sojus 21 und die Ersatzmannschaft für Sojus 23. 1977 flogen Glaskow und Gorbatko schließlich mit Sojus 24 selbst ins All.

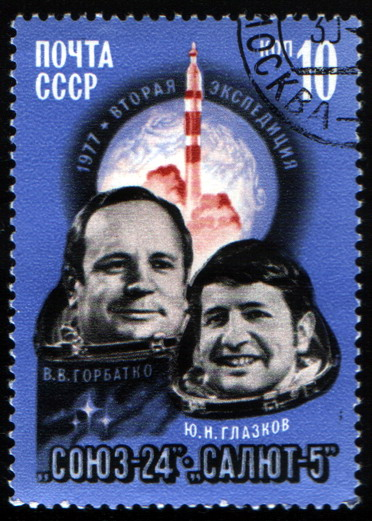
Glaskow (rechts) und Gorbatko auf einer sowjetischen Briefmarke

Nach seinem Ausscheiden aus dem Kosmonautenkorps am 26. Januar 1982 wurde Juri Glaskow stellvertretender Direktor für Flugangelegenheiten im Gagarin-Trainingszentrum. 1989 wurde Glaskow zum Generalmajor der sowjetischen Luftstreitkräfte befördert. Später verließ Glaskow die russischen Luftstreitkräfte und wurde bis Mai 2000 Erster Stellvertreter des Leiters des Juri-Gagarin-Kosmonautentrainingszentrums. Danach war er wissenschaftlicher Mitarbeiter des „Staatlichen Russischen wissenschaftlichen Forschungsinstituts“ des Kosmonautentrainingszentrums.
Glaskow war verheiratet und hatte zwei Kinder.